# Elgin (Texas)
Elgin (Aussprache [ˈɛlɡɪn]) ist eine Stadt im Bastrop County im Bundesstaat Texas in den Vereinigten Staaten. Das U.S. Census Bureau hat bei der Volkszählung 2020 eine Einwohnerzahl von 9.784 ermittelt.

## Geographie
Die Stadt liegt an der Zusammenführung des U.S. Highway 290 mit dem Highway 95, etwa 25 Kilometer nördlich von Bastrop im Norden des Countys im mittleren Südosten von Texas und hat eine Gesamtfläche von 12,2 km².

## Geschichte
1871 verlegte die Houston and Texas Central Railway ihre Gleise durch diese Gegend und baute ein Nachschubdepot an der Stelle der heutigen Stadt mit dem Namen Glasscock. Ein Jahr später wurde der Ort in Elgin umbenannt, zu Ehren von Robert Morris Elgin, einem Landvermesser der Eisenbahn. 1886 kam durch die Missouri, Kansas and Texas Railroad ein weiterer Eisenbahnanschluss hinzu und Elgin entwickelte sich zum Frachtzentrum der Gegend für Baumwolle und Vieh.
1890 war die Bevölkerung auf 1.100 Personen angewachsen und zu Beginn des 20. Jahrhunderts begann man mit der Kohleförderung in einen nahegelegenen Bergwerk. In den 50er Jahren wurde eine Wurstfabrik erbaut, die mit ihrer Elgin Hot Sausage überregionale Bekanntheit erreichte und der Grundstein für den heutigen Beinamen der Stadt legte.

## Demografische Daten
Nach der Volkszählung im Jahr 2000 lebten hier 5.700 Menschen in 1.869 Haushalten und 1.349 Familien. Die Bevölkerungsdichte betrug 468,3 Einwohner pro km². Ethnisch betrachtet setzte sich die Bevölkerung zusammen aus 67,37 % weißer Bevölkerung, 15,04 % Afroamerikanern, 0,89 % amerikanischen Ureinwohnern, 0,53 % Asiaten, 0,05 % Bewohnern aus dem pazifischen Inselraum und 12,98 % aus anderen ethnischen Gruppen. Etwa 3,14 % waren gemischter Abstammung und 46,23 % der Bevölkerung waren spanischer oder lateinamerikanischer Abstammung.
Von den 1.869 Haushalten hatten 36,2 % Kinder unter 18 Jahre, die im Haushalt lebten. 51,8 % davon waren verheiratete, zusammenlebende Paare. 14,6 % waren allein erziehende Mütter und 27,8 % waren keine Familien. 22,3 % aller Haushalte waren Singlehaushalte und in 11,6 % lebten Menschen, die 65 Jahre oder älter waren. Die Durchschnittshaushaltsgröße betrug 2,98 und die durchschnittliche Größe einer Familie belief sich auf 3,50 Personen.
29,8 % der Bevölkerung waren unter 18 Jahre alt, 10,6 % von 18 bis 24, 28,4 % von 25 bis 44, 17,6 % von 45 bis 64, und 13,6 % die 65 Jahre oder älter waren. Das Durchschnittsalter war 32 Jahre. Auf 100 weibliche Personen aller Altersgruppen kamen 97,9 männliche Personen. Auf 100 Frauen im Alter von 18 Jahren und darüber kamen 93,8 Männer.

Das jährliche Durchschnittseinkommen eines Haushalts betrug 38.750 USD, das Durchschnittseinkommen einer Familie 48.125 USD. Männer hatten ein Durchschnittseinkommen von 31.368 USD gegenüber den Frauen mit 21.095 USD. Das Prokopfeinkommen betrug 16.698 USD. 16,1 % der Bevölkerung und 10,4 % der Familien lebten unterhalb der Armutsgrenze. Davon waren 21,2 % Kinder und Jugendliche unter 18 Jahren und 21,7 % waren 65 oder älter.

## Söhne und Töchter der Stadt
- Joe Greene (* 1946), American-Football-Spieler

## Sonstiges
- Der US-Fernsehtherapeut Dr. Phil wählte Elgin als Objekt seiner Sendung.[5]